# Vlag van Nieuw-Zeeland
De nationale vlag van Nieuw-Zeeland bestaat uit een blauw veld met in het kanton de Britse vlag en aan de rechterzijde vier rode, wit omrande sterren. De vlag werd op 24 maart 1902 aangenomen.
De Union Flag symboliseert de erfenis van het Gemenebest van Nieuw-Zeeland. De sterren zijn de vier helderste sterren van het sterrenbeeld Zuiderkruis. Dit sterrenbeeld, maar dan met de vijf helderste sterren, staat ook in onder meer de vlag van Australië, de vlag van Brazilië, de vlag van Samoa en de vlag van Papoea-Nieuw-Guinea.

Constructie van de vlag

## Overige vlaggen
Nieuw-Zeeland heeft een aparte handelsvlag en een aparte oorlogsvlag ter zee in gebruik, naar het model van het Britse rode resp. het Britse witte vaandel:

? Handelsvlag
? Oorlogsvlag ter zee
?Vlag van de Nieuw-Zeelandse Luchtmacht
?Vlag van de Burgerluchtvaart van Nieuw-Zeeland

## Geschiedenis
De eerste Nieuw-Zeelandse vlag werd aangenomen in 1834 door de United Tribes of New Zealand, een ontmoeting van Maori-stamhoofden. Deze eerste nationale vlag wordt nog steeds gehesen op Waitangi Day. Nadat in 1840 het Verdrag van Waitangi (dat Nieuw-Zeeland onder Britse soevereiniteit plaatste) getekend werd, ging men de Britse vlag gebruiken. De vlag van 1834 bleef echter, te land en als scheepsvlag, door veel mensen gebruikt worden.

?Voorstel geweigerd door de Maori, wegens het bevatten van de Union Jack en het te weinig gebruik van de kleur rood.
?Originele ontwerp voor de vlag
?Vlag van de United Tribes of New Zealand

De eerste Nieuw-Zeelandse vlag die op een Brits vaandel gebaseerd was, werd in 1867 geïntroduceerd. Dit gebeurde dankzij de Colonial Navy Defence Act 1865, die eiste dat alle schepen van Britse koloniale overheden onder een blauw vaandel met een koloniaal embleem gingen varen. Aangezien Nieuw-Zeeland geen eigen koloniaal embleem of wapen had, werden de letters NZ op het blauwe vaandel geplaatst. Deze vlag was alleen in gebruik bij overheidsschepen.
De huidige vlag werd geïntroduceerd in 1869. Deze werd aanvankelijk slechts gebruikt op overheidsschepen, maar werd spoedig gebruikt als de facto nationale vlag. De Britse vlag bleef echter de officiële vlag. Dit veranderde in 1902: toen werd de vlag van 1869 door het parlement officieel benoemd tot nationale vlag.

?Vlag van Nieuw-Zeeland zoals in 1867 geïntroduceerd
?Vlag zoals door Britse schepen gedragen werd vanaf 1869 tot de omdoping tot nationale vlag in 1902.

## Vlaggendebat

Silver Fern

Naar analogie met andere landen die de Union Jack in het kanton opgenomen hebben laaiden er ook in Nieuw-Zeeland van tijd tot tijd debatten op over de nationale vlag.
In 1979 stelde de toenmalige minister van buitenlandse zaken Allan Highet voor het eerst voor de vlag daadwerkelijk te veranderen. Hij zocht een kunstenaar om de nieuwe vlag te ontwerpen. Het voorstel trok echter weinig steun. In 1998 bracht de minister van cultuur Marie Hasler, gesteund door de premier Jenny Shipley, het debat nieuw leven in door eenzelfde oproep te doen als Highet in 1979. In samenwerking met het Bureau voor Toerisme werd de Silver Fern-vlag (zilvervarenvlag) gepresenteerd als alternatieve vlag. De Silver Fern is een populaire vlag die over heel Nieuw-Zeeland wappert.
Op 5 augustus 2010 diende parlementslid Charles Chauvel een wetsvoorstel in om een referendum te organiseren over de toekomst van de Nieuw-Zeelandse vlag. In maart 2014 zei premier John Key dat er binnen drie jaar zo'n volksraadpleging zou worden gehouden, hetgeen brede steun kreeg, ook van oppositiepartijen. Tot en met 16 juli 2015 konden Nieuw-Zeelanders een voorstel voor een nieuwe vlag indienen. Er kwamen ruim 10.292 voorstellen binnen. Hieruit werden 39 ontwerpen gekozen door het Flag Consideration Panel. Het Panel van deskundigen had hier weer vier uit geselecteerd en het parlement voegde er daar nog één aan toe die in november en december 2015 in een eerste stemronde aan het volk worden voorgelegd. Van 3 tot 24 maart 2016 vond het laatste referendum plaats. Daaruit bleek dat 56,6% van de kiezers geen behoefte had aan een nieuwe vlag. Aangezien beide referenda bindend waren betekende de uitslag dat er geen nieuwe vlag van Nieuw-Zeeland werd ingevoerd.